# Ignazio Marini
Ignazio Marini (28 de novembro de 1811 - 29 de abril de 1873) foi um celebrado baixo operistíco italiano. Ele cantou as premières mundial de algumas óperas de Gaetano Donizetti, Saverio Mercadante e Giuseppe Verdi e apareceu como artista convidado das maiores casas de óperas de toda a Europa, em Nova Iorque e no Cairo.
Ignazio Marini nasceu em Tagliuno, perto de Bergamo, Itália e fez sua estreia em Brescia, em 1832. Em 1834 tornou-se o principal baixo do Teatro alla Scala de Milão, onde ele cantou por treze anos, onde cantou papeis como Guido em Gemma di Vergy de Donizetti (1834), Talbot em Maria Stuarda de Donizetti (1835) e o papel título de Oberto de Verdi (1839). Ele também cantou no papel título de Attila de Verdi em 1846, na première mundial em La Fenice.
Marini morreu em Milão em 1873, aos 61 anos. Sua esposa era a soprano Antonietta Marini-Rainieri.